# Apostolischer Nuntius in Spanien

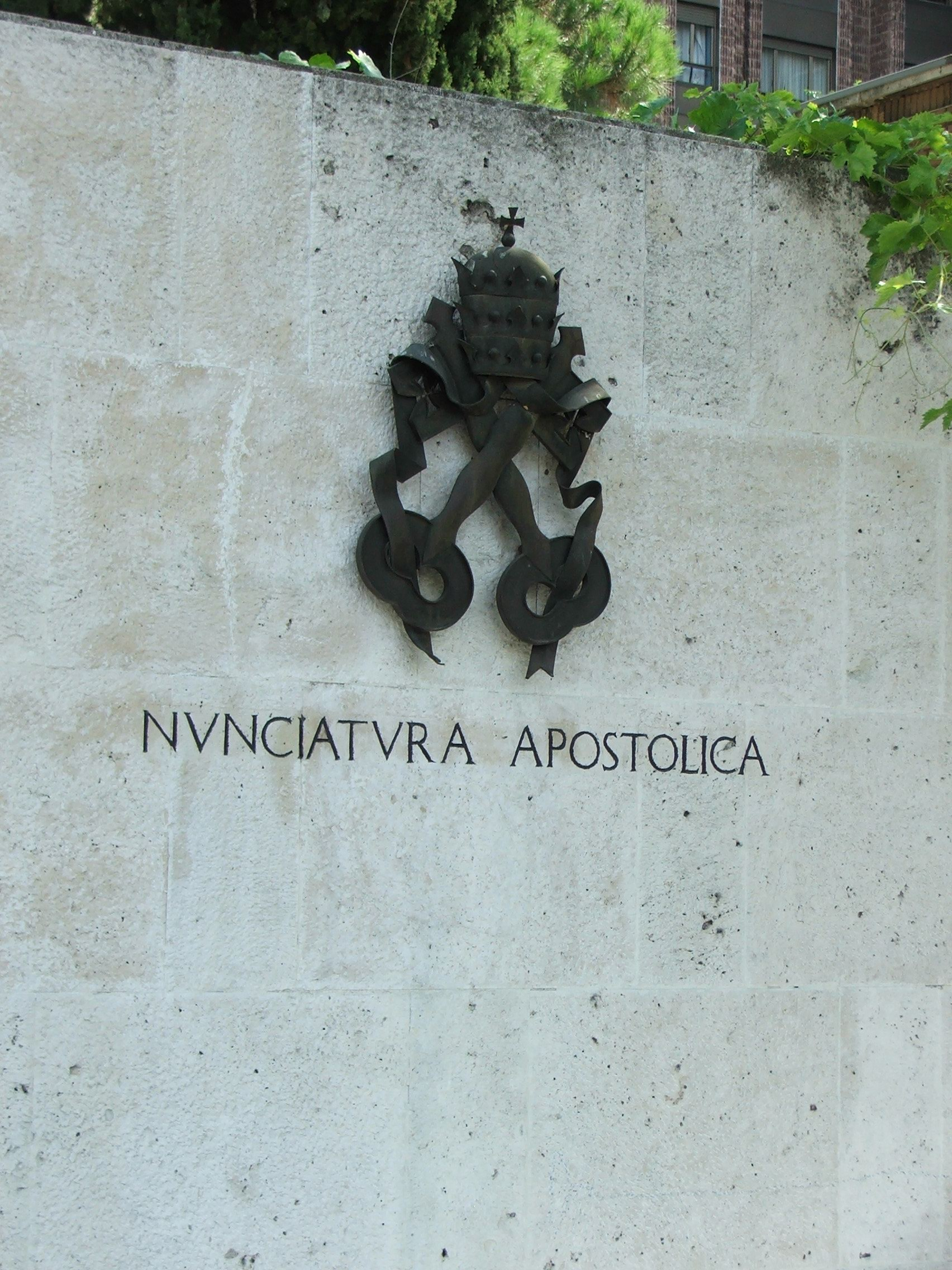
Wappen der Nuntiatur in Madrid

Der Apostolische Nuntius in Spanien ist der diplomatische Vertreter des Heiligen Stuhles (also des Papstes als Völkerrechtssubjekt) bei der Regierung des Staates Spanien.

## Geschichte der Nuntiatur
Die Nuntiatur besteht seit 1528 in Madrid. Der Apostolische Nuntius hat den Rang eines Botschafters.

## Verzeichnis der Nuntien in Spanien seit 1794

### 19. Jahrhundert
- Filippo Casoni (24. Mai 1794 bis 23. Februar 1801, Kardinal)
- Pietro Gravina (1. März 1803 bis 8. März 1816, Kardinal)
- Giacomo Giustiniani (6. April 1817 bis 13. März 1826, Kardinal)
- Francesco Tiberi (9. Januar 1827 bis 2. Juli 1832, Kardinal)
- Luigi Amat di San Filippo e Sorso (13. November 1832 bis 31. Juli 1835, Kardinal)
- Vakanz
- Giovanni Brunelli (13. März 1847 bis 7. März 1853, Kardinal)
- Lorenzo Barili (16. Oktober 1857 bis 13. März 1868, Kardinal)
- Alessandro Franchi (13. März 1868 – Juni 1869, Kardinal)
- Giovanni Simeoni (15. März 1875 bis 17. September 1875, Kardinal)
- Giacomo Cattani (28. Januar 1877 bis 19. September 1879, Kardinal)
- Angelo Bianchi (19. September 1879 bis 25. September 1882, Kardinal)
- Mariano Rampolla del Tindaro (19. Dezember 1882 bis 14. März 1887, Kardinal)
- Angelo Di Pietro (23. Mai 1887 bis 16. Januar 1893, Kardinal)
- Serafino Cretoni (9. Mai 1893 bis 22. Juli 1896, Kardinal)
- Giuseppe Francica-Nava de Bontifè (25. Juli 1896 bis 19. Juli 1899, Kardinal)

### 20. Jahrhundert
- Aristide Rinaldini (28. Dezember 1899 bis 15. April 1907, Kardinal)
- Antonio Vico (21. Oktober 1907 bis 27. November 1911, Kardinal)
- Francesco Ragonesi (9. Februar 1913 bis 7. März 1921, Kardinal)
- Federico Tedeschini (31. März 1921 bis 16. Dezember 1935, Kardinal)
- Filippo Cortesi (4. Juni 1936 bis 24. Dezember 1936, danach Apostolischer Nuntius in Polen)[1]
  - Silvio Sericano (11. Juni 1936 bis 4. November 1936)
  - Isidro Gomá y Tomás (19. Dezember 1936 bis 21. September 1937)
  - Ildebrando Antoniutti (21. September 1937–1938)
- Gaetano Cicognani (16. Mai 1938 bis 12. Januar 1953, Kardinal)
- Ildebrando Antoniutti (21. Oktober 1953 bis 19. März 1962, Kardinal)
- Antonio Riberi (28. April 1962 bis 26. Juni 1967, Kardinal)
- Luigi Dadaglio (8. Juli 1967 bis 4. Oktober 1980, später Sekretär der Kongregation für den Gottesdienst und die Sakramentenordnung)
- Antonio Innocenti (4. Oktober 1980 bis 25. Mai 1985, Kardinal)
- Mario Tagliaferri (20. Juli 1985 bis 13. Juli 1995 danach Apostolischer Nuntius in Frankreich)
- Lajos Kada (22. September 1995 bis 1. März 2000)

### 21. Jahrhundert
- Manuel Monteiro de Castro (1. März 2000 bis 3. Juli 2009, danach Sekretär der Kongregation für die Bischöfe, Kardinal)
- Renzo Fratini, (20. August 2009 bis 4. Juli 2019)
- Bernardito Cleopas Auza, seit 1. Oktober 2019

## Anmerkung
1. ↑  Infolge des Ausbruchs des Spanischen Bürgerkriegs konnte er sein Amt nicht antreten.